# Дебют Ларсена
Дебют Ларсена — шахматный дебют, начинающийся ходом: 1. b2-b3. 
Относится к фланговым началам.

## История
Дебюту Ларсена предшествовало начало, разработанное Нимцовичем — 1. Kg1-f3 d7-d5 2. b2-b3 с дальнейшим Cc1-b2 и e2-e3 (попытка сыграть новоиндийскую защиту с переменой цвета и лишним темпом). Иногда Нимцович играл и сразу 1.b2-b3. Впоследствии ход 1. b2-b3 часто встречался в партиях В. Симагина. Международное признание ход 1. b2-b3 получил в 1960—70-х гг. благодаря партиям и анализам Б. Ларсена (отсюда и название дебюта). Начало 1. b2-b3 применяли также П. Романовский, М. Тайманов, Р. Фишер и другие.

## Основные идеи
Основной замысел начала заключается в том, что белые оказывают давление на центр, предоставляя сопернику большой выбор продолжений и перенося тяжесть борьбы с дебюта на миттельшпиль.

## Варианты
Основным продолжением считается 1. …е7-е5, после которого следует 2.Сc1-b2 Kb8-c6. Однако у черных имеется большой выбор вариантов развития:
- 1. …е7-е5 2. Сc1-b2 Kb8-c6 — Современный вариант
  - 3. c2-c4 Kg8-f6 4. c4:d5 Kf6:d5 5. a2-a3 Cf8-d6 6. Фd1-c2 0-0 7. Kg1-f3 Фd8-e7 8. Cf1-d3
  - 3. e2-e3 Kg8-f6 4. Cf1-b5 d7-d6 5. Kg1-f3 Cc8-d7 6. 0-0 Cf8-e7 7. Cb5-e2 0-0 8. c2-c4 Лf8-e8 9.Kb1-c3 Ce7-f8 10. d2-d3
- 1. …Кg8-f6 — Новоиндийский вариант
- 1. …d7-d5 — Классический вариант
- 1. …c7-c5 — Английский вариант
- 1. …f7-f5 — Голландский вариант
- 1. …b7-b5 — Польский вариант
- 1. …b7-b6 — Симметричный вариант

## Примерная партия
Ларсен — Спасский, Белград, 1970
1. b3 е5 2. Сb2 Кс6 3. с4 Кf6 4. Кf3 e4 5. Kd4 Cc5 6. Kc6 dc6 7. e3 Cf5 8. Фс2 Фе7 9. Се2 0-0-0 10. f4? Kg4 11. g3 h5 12. h3 h4!! 13. hg4 hg3 14. Лg1 Лh1!! 15. Лh1 g2 16. Лf1Фh4+ 17. Крd1 gf1Ф+ Белые сдались.